# Foton Auman

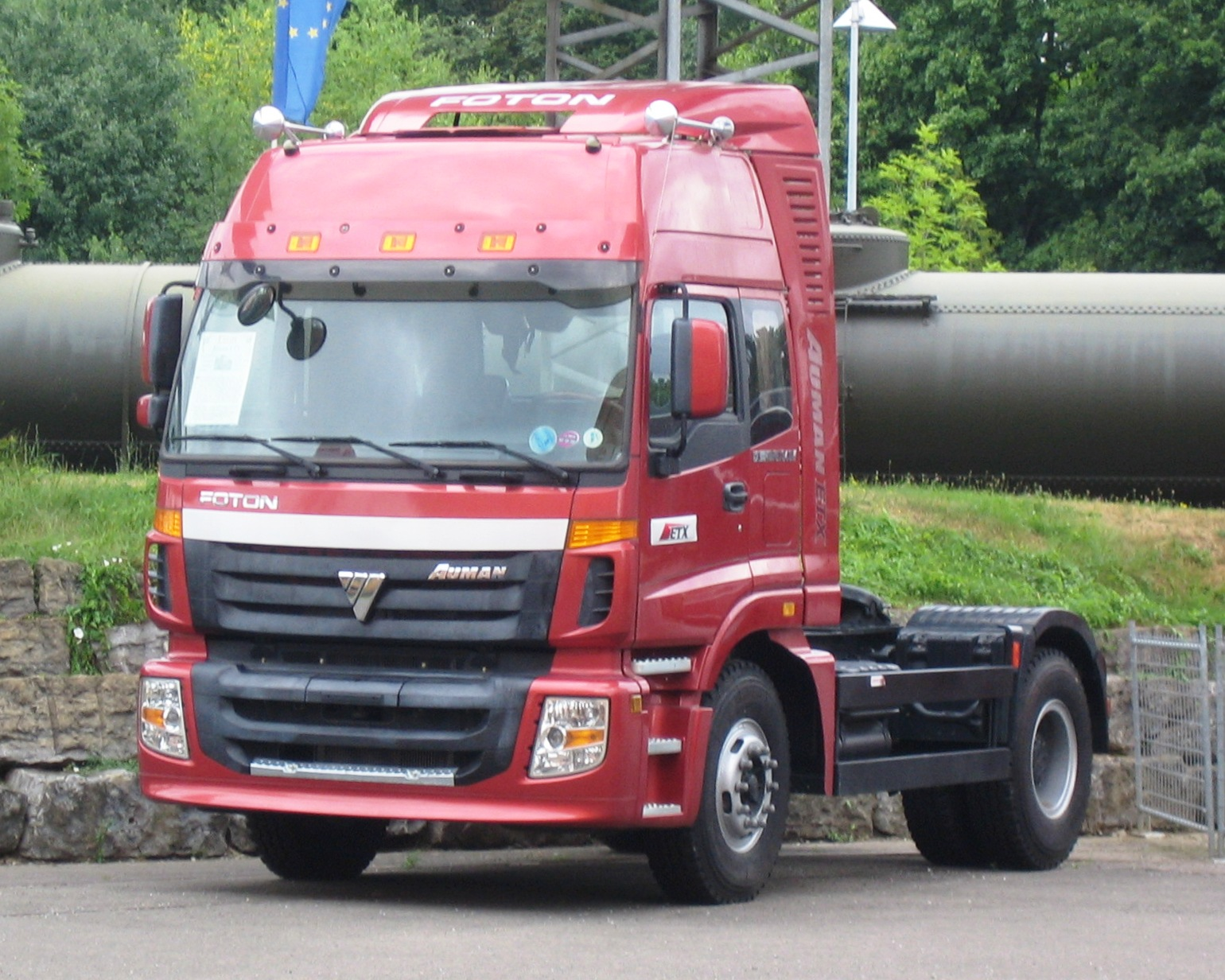
Ein Foton Auman Jones am Technik-Museum Speyer 2008

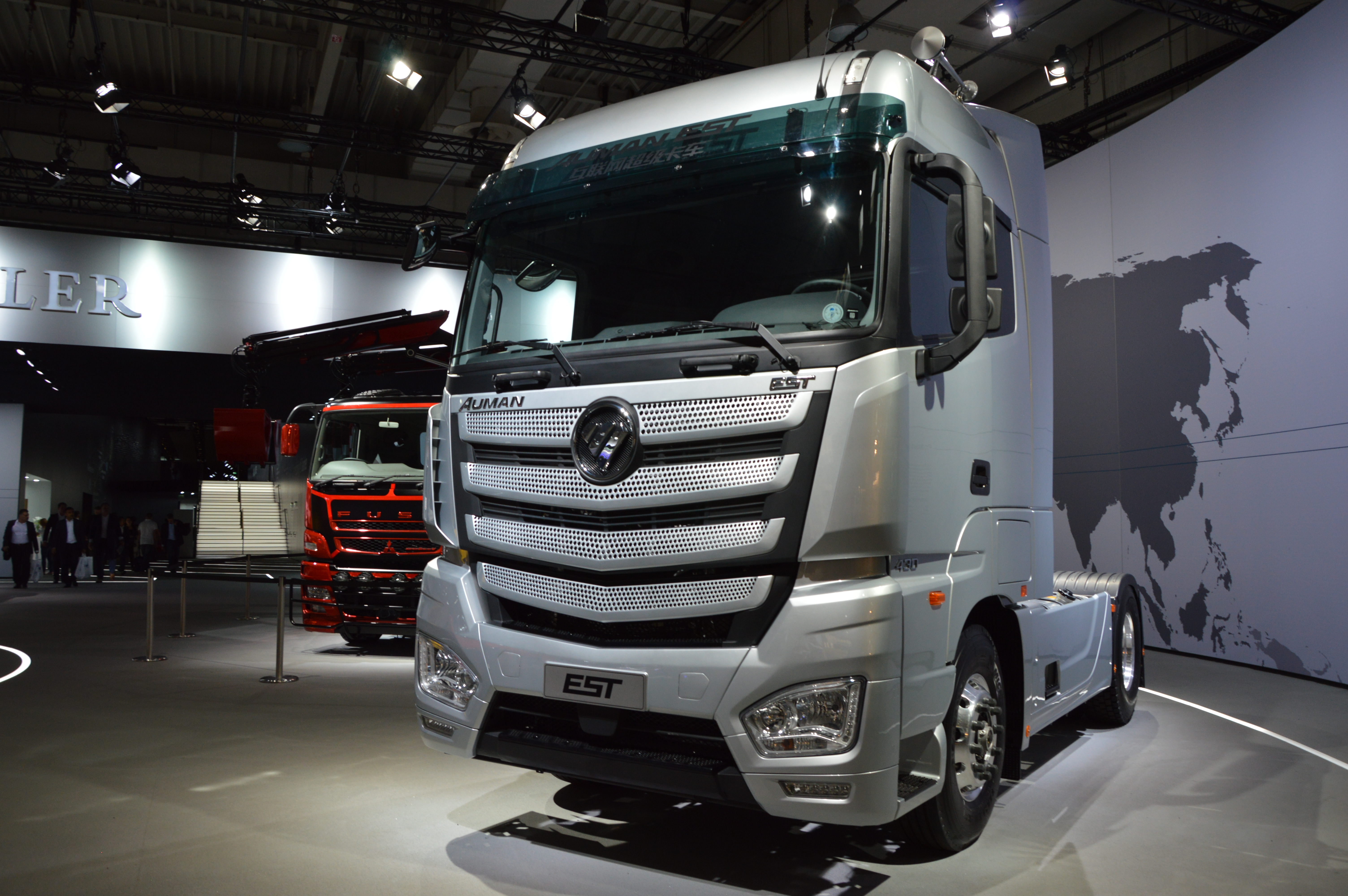
Der 2016 vorgestellte Foton Auman EST (Energy Super Truck)

Foton Auman ist ein Modellreihe schwerer Lastkraftwagen aus der Volksrepublik China.

## Geschichte
Das 1996 gegründete Unternehmen Beiqi Foton Motor führte bis 2001 erste Tests mit eigenentwickelten Lastkraftwagen durch. Am 28. August 2002 erfolgte die Einführung des Modellnamens Auman auf dem chinesischen Markt. Nationale Bekanntheit wurde im Oktober 2005 durch den Landtransport des Raumschiffs für den bemannten Shenzhou 6-Weltraumflug erworben. Auch für die weiteren Überführungen (bis Shenzhou 10) wurden Fahrzeuge dieser Marke eingesetzt.
Am 18. Februar 2012 wurde der Vertrag für ein Gemeinschaftsunternehmen zwischen Foton und der Daimler AG gezeichnet und die Beijing Foton Daimler Automotive (BFDA) gegründet. Seither sind für Auman-Lastkraftwagen – neben Cummins-Motoren – auch 12-l-Sechszylindermotoren vom Typ OM 457 erhältlich, die im Mercedes-Benz-Werk Mannheim produziert wurden und die Abgasnorm Euro IV  & V erfüllen. Dieser Motor wird seit 2017 von BFDA in Lizenz vor Ort gefertigt.
Im September 2016 wurde der neue Foton Auman EST (Energy Super Truck) vorgestellt, der als Premiumprodukt mit in China üblicherweise nicht serienmäßig angebotener Ausstattung (z. B. Luftfederung für die Hinterachse, Telematiksystem und ASR) vermarktet wird.